# 普雷欧 (阿尔代什省)
普雷欧（法語：Préaux，法語發音：[pʁeo]）是法国阿尔代什省的一个市镇，属于罗讷河畔图尔农区。

## 地理
普雷欧（45°8'34"N, 4°39'48"E）面积22.33 平方千米，位于法国奥弗涅-罗讷-阿尔卑斯大区阿尔代什省，该省份为法国东南部内陆省份，北起顺时针与卢瓦尔省、伊泽尔省、德龙省、沃克吕兹省、加尔省、洛泽尔省和上盧瓦爾省接壤。
与普雷欧接壤的市镇（或旧市镇、城区）包括：圣热尔代、圣罗曼代、圣维克托、萨蒂略、沃德旺。

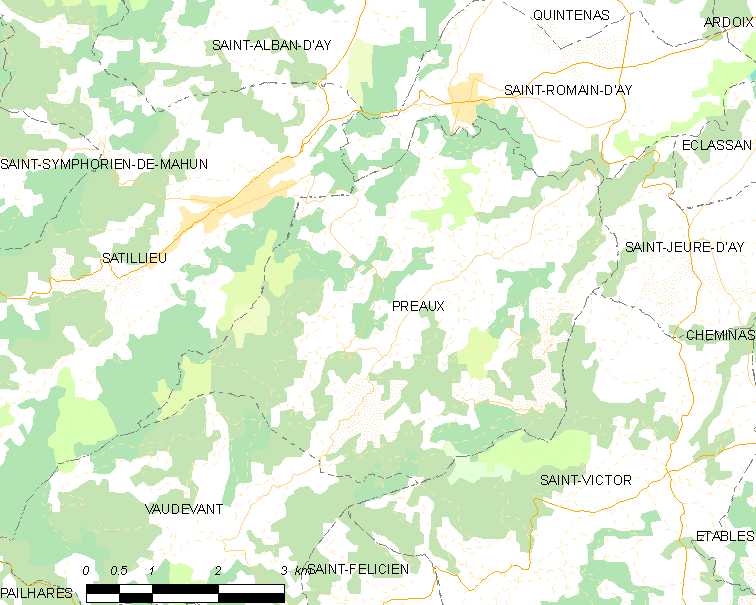
的OSM定位图

普雷欧的时区为UTC+01:00、UTC+02:00（夏令时）。

## 行政
普雷欧的邮政编码为07290，INSEE市镇编码为07185。

## 政治
普雷欧所属的省级选区为上维瓦赖县。

## 人口

1962-2008年间人口变化图示

普雷欧于2022年1月1日时的人口数量为706人。